# Stewart Bola
Stewart Bola (17 ottobre 1975) è un ex calciatore figiano, di ruolo centrocampista.

## Carriera

### Nazionale
Ha debuttato in Nazionale l'8 luglio 2002, in Vanuatu-Figi (1-0). Ha partecipato, con la Nazionale, alla Coppa d'Oceania 2002. Ha collezionato in totale, con la maglia della Nazionale, due presenze.